# Dieter Brandes (Manager)
Dieter Brandes (* 15. August 1941 in Hamburg) ist ein ehemaliger  Manager und Verwaltungsratsmitglied bei Aldi Nord. Seit 1986 ist er als Unternehmensberater und Autor tätig.

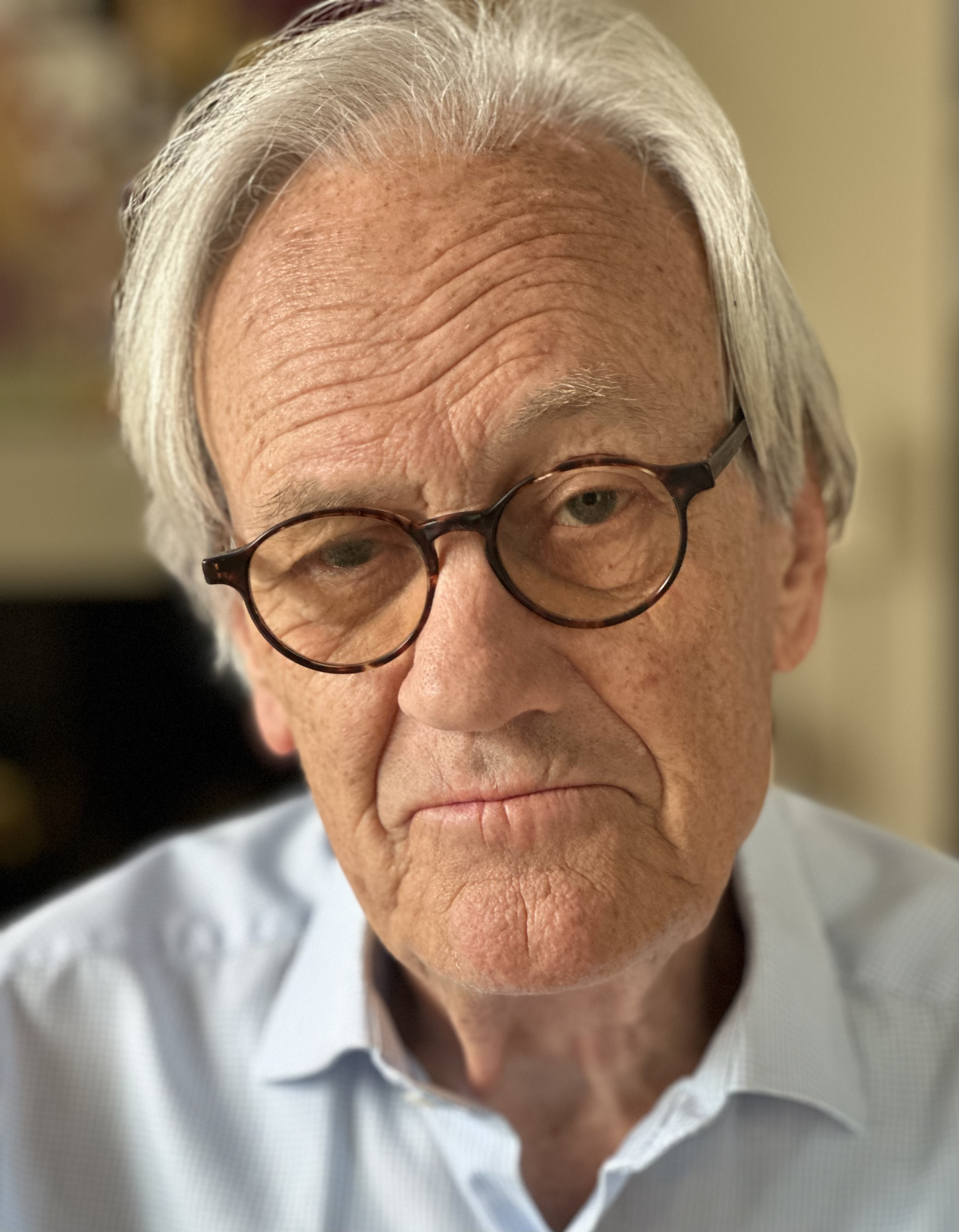
Dieter Brandes (2023)

## Leben
Nach seinem Abitur an der Wirtschaftsoberschule in Hamburg 1960 studierte Brandes an der Universität Hamburg Betriebswirtschaftslehre. Seine berufliche Laufbahn begann er 1965 in der Betriebswirtschaftlichen Abteilung beim  Zentralverband deutscher Konsumgenossenschaften und anschließend von 1969 bis 1971 als Leiter der Abteilung Organisation, Revision und Datenverarbeitung bei der coop in Kiel.

## Die Aldi-Zeit (1971–1985)
Von Oktober 1971 bis Dezember 1985 war Brandes in  Führungspositionen für die Aldi-Gruppe Nord tätig.
Zunächst war er Geschäftsführer der neu gegründeten Regionalgesellschaft Schleswig-Holstein. Im Jahr 1975 wurde er Mitglied des dreiköpfigen Verwaltungsrates (zusammen mit Theo Albrecht) in Essen. Brandes gilt als zentrale Figur bei der Ausrichtung der Geschäftspolitik des Aldi-Konzerns, Prozesse nachhaltig zu vereinfachen. Unter Brandes gründete Aldi Nord seine ersten Auslands-Filialen in Belgien, in den Niederlanden und Dänemark.
Ab dem Jahr 1979 verantwortete Brandes die ersten Aktivitäten von Aldi-Nord in den USA. Durch den Kauf eines bis dahin kleinen Filialunternehmes (23 Läden) aus Los Angeles entwickelte sich die heute als „Kult“ bekannte Marke Trader Joe’s mit inzwischen mehr als 500 Läden bei  über 13 Mrd. USD Umsatz (2017).

## Unternehmensberater und Autor (seit 1986)
Dieter Brandes beriet Unternehmen bei der Errichtung von  Hard-Discount-Ketten. Sein dabei erfolgreichstes Projekt war die Entwicklung des Unternehmens BİM in der Türkei. Dies baute er gemeinsam mit den beiden Brüdern Aziz und Cüneyd Zapsu ab 1995 auf. Schon im ersten Jahr starteten 300 Filialen mit großem Erfolg in Istanbul. Im Jahr 2020 erzielte BİM in 8047 Filialen einen Umsatz von 7,819 Mrd. USD.
Unter der Leitung seiner Söhne Nils und Arne begleitete Brandes später vergleichbare Projekte in Mexico, Kolumbien, Saudi-Arabien, China, Philippinen, Ecuador und Nigeria.
Als Vortragsredner auf Kongressen und Seminaren war er in USA, Europa, China und Russland für mehr als 400 Unternehmen tätig. U. a. für BASF, IBM, Hewlett Packard, Credit Suisse, UBS, SAP, Datev, Ikea, Otto Group, Edeka, Rewe, Jeronimo Martins, Karstadt, Kraft Foods, Metro, Merrill Lynch, Deichmann, OBI, Ford, Phoenix Pharmahandel, Würth, Bank of America, Migros und Coop Schweiz sowie auf Kongressen wie Swiss Economic Forum, Marketing Society London, Airline Symposium Chicago. Als Autor beschreibt Brandes seit 1986 Ideen und Möglichkeiten der Strukturierung und Vereinfachung von Geschäftskonzepten. Im Jahr 2005 galt Brandes als einer der einflussreichsten Managementdenker Deutschlands.

## Buchveröffentlichungen
- Dieter Brandes: Konsequent einfach. Die ALDI-Erfolgsstory. Campus, Frankfurt 1999, ISBN 3-593-35904-9.
- Dieter Brandes: Einfach managen. Klarheit und Verzicht – der Weg zum Wesentlichen, Redline, München 2002, ISBN 3-8323-0862-8
- Dieter Brandes: Alles unter Kontrolle? Die Wiederentdeckung einer Führungsmethode, Campus, Frankfurt 2004, ISBN 3-593-37565-6
- Dieter Brandes: Die 11 Geheimnisse des ALDI-Erfolgs, Piper, München 2005, ISBN 3-492-24516-1
- Dieter Brandes: 30 Minuten für mehr Einfachheit und Klarheit in der Politik, Gabal, Offenbach 2005, ISBN 3-89749-572-4
- Dieter Brandes: Die Aldi-Diät für Deutschland. Rezepte für eine einfache Politik, Ecron, Berlin 2007, ISBN 3-430-20011-3
- Dieter Brandes, Nils Brandes: Einfach managen. Komplexität vermeiden, reduzieren und beherrschen, Redline, München 2013, ISBN 3-86881-516-3
- Dieter Brandes, Nils Brandes: 120 MAL EINFACH STATT KOMPLEX. Wie Sie einfach besser managen, Linde, Wien 2015, ISBN 3-7093-0605-1
- Dieter Brandes, Nils Brandes: Bare Essentials – The ALDI Story … from excellent to ordinary, Linde, Wien 2019, ISBN 3-7093-0635-3